# Estação Ferroviária de Âncora

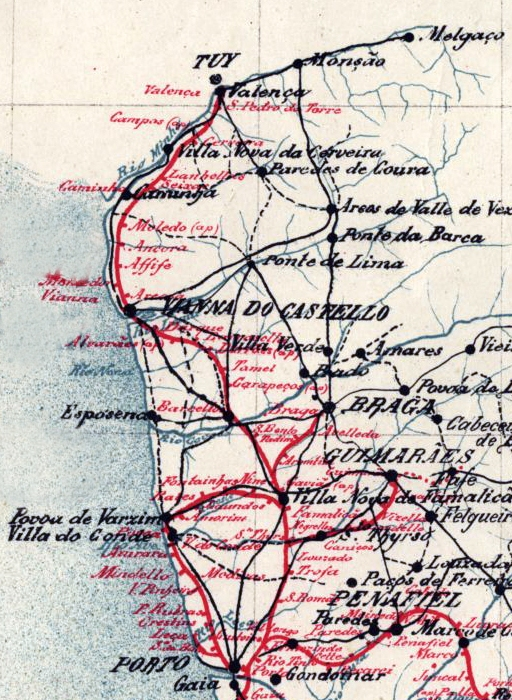
Mapa de 1895, onde esta estação surge com a denominação contemporânea: Ancora

A Estação Ferroviária de Âncora, originalmente denominada de Ancora, é uma gare encerrada da Linha do Minho, que servia a localidade de Âncora, no concelho de Caminha, em Portugal.

## História
Esta interface situa-se no troço da Linha do Minho entre Darque e Caminha, que entrou ao serviço no dia 1 de Julho de 1878.
Em 1888, a estação de Âncora servia a praia com o mesmo nome, e existia um serviço de diligências entre a estação e a praia de Gontinhães, que demorava cerca de meia hora no percurso.

Foi oficialmente eliminado da rede ferroviária em 20 de Outubro de 2011.